# UCI Oceania Tour
L'UCI Oceania Tour est un ensemble de courses cyclistes qui se déroulent en Océanie. Il fait partie des Circuits continentaux de cyclisme. Le circuit UCI Oceania Tour se déroule généralement d'octobre à janvier sur deux années. Il en résulte plusieurs classements, un classement individuel, un par équipes et deux par nations.

## Participation des équipes
Les équipes qui peuvent participer aux différentes courses dépendent de la catégorie de l'épreuve. Par exemple, les UCI WorldTeams ne peuvent participer qu'aux courses .1 et leur nombre par épreuves est limité.
| Catégorie | Catégorie               | Équipes                                                                                 |
| --------- | ----------------------- | --------------------------------------------------------------------------------------- |
| .1        | 1.1 (Course d'un jour)  | * UCI WorldTeam (max 50 %) * UCI ProTeam * Équipe continentale * Sélection nationale    |
| .1        | 2.1 (Course par étapes) | * UCI WorldTeam (max 50 %) * UCI ProTeam * Équipe continentale * Sélection nationale    |
| .2        | 1.2 (Course d'un jour)  | * UCI ProTeam * Équipe continentale * Sélection nationale * Équipe régionale et de club |
| .2        | 2.2 (Course par étapes) | * UCI ProTeam * Équipe continentale * Sélection nationale * Équipe régionale et de club |

## Palmarès

### Classement individuel
| Édition   | Vainqueur              | Deuxième                     | Troisième               |
| --------- | ---------------------- | ---------------------------- | ----------------------- |
| 2005      | Robert McLachlan (AUS) | William Walker (AUS)         | Peter Latham (NZL)      |
| 2005-2006 | Gordon McCauley (NZL)  | Logan Dennis Hutchings (NZL) | Clinton Avery (NZL)     |
| 2006-2007 | Robert McLachlan (AUS) | Karl Menzies (AUS)           | David Pell (AUS)        |
| 2007-2008 | Hayden Roulston (NZL)  | Travis Meyer (AUS)           | Joseph Chapman (NZL)    |
| 2008-2009 | Peter McDonald (AUS)   | Gordon McCauley (NZL)        | Tommy Nankervis (AUS)   |
| 2009-2010 | Michael Matthews (AUS) | Thor Hushovd                 | Jonathan Cantwell (NZL) |
| 2011      | Richard Lang (AUS)     | Nathan Haas (AUS)            | George Bennet (NZL)     |
| 2011-2012 | Paul Odlin (NZL)       | Nick Aitken (AUS)            | Jay McCarthy (AUS)      |
| 2013      | Damien Howson (AUS)    | Nathan Earle (AUS)           | Benjamin Dyball (AUS)   |
| 2014      | Robert Power (AUS)     | Michael Vink (NZL)           | Brenton Jones (AUS)     |
| 2015      | Taylor Gunman (NZL)    | Patrick Bevin (NZL)          | Joseph Cooper (NZL)     |
| 2016      | Sean Lake (AUS)        | Peter Kennaugh               | Mark O'Brien (AUS)      |
| 2017      | Lucas Hamilton (AUS)   | Michael Storer (AUS)         | Jai Hindley (AUS)       |
| 2018      | Chris Harper (AUS)     | Steele Von Hoff (AUS)        | Hayden McCormick (NZL)  |
| 2019      | Caleb Ewan (AUS)       | Michael Matthews (AUS)       | Jack Haig (AUS)         |
| 2020      | Richie Porte (AUS)     | Jai Hindley (AUS)            | George Bennett (AUS)    |
| 2021      | Richie Porte (AUS)     | Ben O'Connor (AUS)           | Jack Haig (AUS)         |
| 2022      | Michael Matthews (AUS) | Jai Hindley (AUS)            | Ben O'Connor (AUS)      |
| 2023      | Kaden Groves (AUS)     | Jai Hindley (AUS)            | Michael Matthews (AUS)  |
| 2024      | Ben O'Connor (AUS)     | Michael Matthews (AUS)       | Kaden Groves (AUS)      |

### Classement par équipes
| Édition   | Vainqueur                                     | Deuxième                            | Troisième                                   |
| --------- | --------------------------------------------- | ----------------------------------- | ------------------------------------------- |
| 2005      | MG XPower-Bigpond (AUS)                       | Rabobank Continental                | Ceramica Panaria                            |
| 2005-2006 | Successfulliving.com-Parkpre                  | SouthAustralia.com-AIS (AUS)        | Drapac-Porsche (AUS)                        |
| 2006-2007 | Drapac Porsche (AUS)                          | Health Net presented by Maxxis      | SouthAustralia.com-AIS (AUS)                |
| 2007-2008 | Australian Institute of Sport (AUS)           | Bissell                             | Savings & Loans (AUS)                       |
| 2008-2009 | Drapac Porsche (AUS)                          | Subway-Avanti (NZL)                 | Cinelli-Down Under (AUS)                    |
| 2009-2010 | Jayco-Skins (AUS)                             | Fly V Australia (AUS)               | Cervélo                                     |
| 2011      | Jayco-AIS (AUS)                               | Genesys Wealth Advisers (AUS)       | Trek Livestrong U23                         |
| 2011-2012 | Jayco-AIS (AUS)                               | Subway (AUS)                        | Drapac (AUS)                                |
| 2013      | Huon Salmon-Genesys Wealth Advisers (AUS)     | Budget Forklifts (AUS)              | Drapac (AUS)                                |
| 2014      | Avanti Racing (AUS)                           | Drapac (AUS)                        | Budget Forklifts (AUS)                      |
| 2015      | Avanti Racing (NZL)                           | Drapac (AUS)                        | Budget Forklifts (AUS)                      |
| 2016      | Avanti IsoWhey Sports (AUS)                   | Drapac (AUS)                        | ONE Pro Cycling                             |
| 2017      | Mitchelton Scott                              | IsoWhey Sports-Swiss Wellness (AUS) | Drapac-Pat's Veg Holistic Development (AUS) |
| 2018      | Bennelong-SwissWellness (AUS)                 | Drapac Professional Cycling (AUS)   | ONE Pro Cycling                             |
| 2019      | BridgeLane (AUS)                              | St George Continental (AUS)         | Pro Racing Sunshine Coast (AUS)             |
| 2020      | St George Continental (AUS)                   | BridgeLane (AUS)                    | Black Spoke Pro Cycling Academy (NZL)       |
| 2021      | Black Spoke (NZL)                             | Global 6 Cycling (NZL)              | BridgeLane (AUS)                            |
| 2022      | Bolton Equities Black Spoke Pro Cycling (NZL) | BridgeLane (AUS)                    | ARA Pro Racing Sunshine Coast (AUS)         |
| 2023      | Bolton Equities Black Spoke Pro Cycling (NZL) | ARA-Skip Capital (AUS)              | BridgeLane (AUS)                            |
| 2024      | BridgeLane (AUS)                              | CCACHE x Par Küp (AUS)              | ARA-Skip Capital (AUS)                      |

| Édition   | Vainqueur        | Deuxième         | Troisième |
| --------- | ---------------- | ---------------- | --------- |
| 2005      | Australie        | Nouvelle-Zélande |           |
| 2005-2006 | Australie        | Nouvelle-Zélande |           |
| 2006-2007 | Australie        | Nouvelle-Zélande |           |
| 2007-2008 | Australie        | Nouvelle-Zélande |           |
| 2008-2009 | Australie        | Nouvelle-Zélande |           |
| 2009-2010 | Australie        | Nouvelle-Zélande |           |
| 2011      | Australie        | Nouvelle-Zélande |           |
| 2011-2012 | Australie        | Nouvelle-Zélande |           |
| 2013      | Australie        | Nouvelle-Zélande |           |
| 2014      | Australie        | Nouvelle-Zélande |           |
| 2015      | Nouvelle-Zélande | Australie        |           |
| 2016      | Australie        | Nouvelle-Zélande |           |
| 2017      | Australie        | Nouvelle-Zélande |           |
| 2018      | Australie        | Nouvelle-Zélande |           |
| 2019      | Australie        | Nouvelle-Zélande |           |
| 2020      | Australie        | Nouvelle-Zélande |           |
| 2021      | Australie        | Nouvelle-Zélande |           |
| 2022      | Australie        | Nouvelle-Zélande | Samoa     |
| 2023      | Australie        | Nouvelle-Zélande |           |
| 2024      | Australie        | Nouvelle-Zélande | Guam      |

| Édition   | Vainqueur        | Deuxième         | Troisième |
| --------- | ---------------- | ---------------- | --------- |
| 2005      | -                | -                | -         |
| 2005-2006 | -                | -                | -         |
| 2006-2007 | Australie        | Nouvelle-Zélande |           |
| 2007-2008 | Australie        | Nouvelle-Zélande |           |
| 2008-2009 | Australie        | Nouvelle-Zélande |           |
| 2009-2010 | Australie        | Nouvelle-Zélande |           |
| 2011      | Australie        | Nouvelle-Zélande |           |
| 2011-2012 | Australie        | Nouvelle-Zélande |           |
| 2013      | Australie        | Nouvelle-Zélande |           |
| 2014      | Australie        | Nouvelle-Zélande |           |
| 2015      | Australie        | Nouvelle-Zélande |           |
| 2016      | Australie        | Nouvelle-Zélande |           |
| 2017      | Australie        | Nouvelle-Zélande |           |
| 2018      | Australie        | Nouvelle-Zélande |           |
| 2019      | Australie        | Nouvelle-Zélande |           |
| 2020      | Australie        | Nouvelle-Zélande |           |
| 2021      | Nouvelle-Zélande | Australie        |           |
| 2022      | Australie        | Nouvelle-Zélande | Samoa     |
| 2023      | Nouvelle-Zélande | Australie        |           |
| 2024      | Australie        | Nouvelle-Zélande | Guam      |

## Barème actuel
De 2005 à 2015, tous les coureurs, à l'exception des cyclistes membres d'équipes Pro Tour puis World Tour (en première division) peuvent être classés. Depuis 2016, il n'y a plus d'exception, tous les coureurs peuvent marquer des points dans le classement. De plus, le classement devient roulant sur 52 semaines, ce qui signifie que le classement établit au jour de la date de fin des circuits continentaux déterminera les vainqueurs de l'année.
Le barème des points a évolué à partir de la saison 2016. Depuis 2019, c'est le classement mondial UCI des coureurs, équipes et nations du continent qui est pris en compte.